# ОШ Десанка Максимовић Биљача
ОШ „Десанка Максимовић” у Биљачи, једна је од установа основног образовања на територији општине Бујановац.
Албанска већина у Скупштини Бујановац изгласала је крајем новембра 2023. године сагласност за промену назива Основне школе у Биљачи, која би према предлогу који је усвојен, требало да понесе име албанског књижевника Исмаила Kадареа. Kоначну одлуку о промени назива школе доноси Министарство просвете Србије.